# Arthur Fox
Arthur Fox (n. 9 septembrie 1878, Cowes, Anglia, Regatul Unit al Marii Britanii și Irlandei – d. 17 august 1958, Los Angeles, California, SUA) a fost un scrimer ce a reprezentat Statele Unite ale Americii, medaliat olimpic. A participat la o ediție a Jocurilor Olimpice (1904) în care a câștigat o medalie de argint.

## Participări
Lista de mai jos prezintă principalele competiții la care a participat Arthur Fox de-a lungul carierei.
- fencing at the 1904 Summer Olympics – men's team foil[*]